# Torrent (Album)
Torrent ist ein Jazzalbum von Satoko Fujii. Die am 10. Oktober 2022 entstandenen Aufnahmen erschienen am 2. Juni 2023 auf dem Label Libra Records.

## Hintergrund
Die Pianistin Satoko Fujii gilt mit bis dato rund hundert Albumveröffentlichungen (die digitalen Bandcamp-Veröffentlichungen nicht mitgezählt) Dan McClenaghan zufolge als produktive Künstlerin. Sie leitet eine Vielzahl von Ensembles, von Bigbands bis hin zu Duos, Klaviertrios und Quartetten. Torrent ist ihre neunte Soloaufnahme und wurde, wie bereits ihre Vorläufer Gen Himmel (2013), Solo (2018), Stone (2019) Hazuki (2020) oder Piano Music (2021), auf Libra Records veröffentlicht.

## Titelliste
- Satoko Fujii: Torrent (Libra Records)[2]

1. Torrent 7:24
2. Voyage 12:06
3. Light on the Sea Surface 10:28
4. Cut the Painter 10:05
5. Horizon 5:33
6. Wave Crest 7:15

Alle Kompositionen stammen von Satoko Fujii.

## Rezeption
Nach der Ansicht von Dan McClenaghan, der das Album in All About Jazz rezensierte, würden Fujiis Soloauftritte die Klänge in den Free-Jazz-Himmel heben und ihre Kunstfertigkeit in ihrer reinsten Form präsentieren; sie sei vielleicht die originellste Künstlerin überhaupt. Vergleiche würden nur bedingt zur Beschreibung dessen passen, was sie tut. Ihr Solo-Klavierwerk liege irgendwo zwischen Cecil Taylor und Keith Jarrett, mit überraschenden Streifzügen in erweiterte Techniken – innerhalb der Klavierzauberei, die klavierähnliche Klänge erzeugt, die im Kontext ihrer Visionen vollkommen Sinn ergeben. Der Klang hier sei zeitweise dicht, manchmal grenzwertig angreifend, denn auf „Voyage“ erkunde Fujii leeres Terrain, so weitläufig und spirituell wie das Klavierwerk von Masabumi Kikuchi. Es entstünden treibende Rhythmen, dann Momente der Kontemplation und Träumerei. „Unvorhersehbarkeit, friedlich und turbulent, funkelnd, lieblich und ruhig und dunkel und unheilvoll.“ Das sei das Wesen von Fujiis Kunst.
Im Gegensatz zu ihrem Album Solo (Libra, 2018) würde Fujii die Besinnlichkeit hinter sich lassen, die jene eher introvertierte Arbeit dominiert hatte, meinte Karl Ackermann in seiner Besprechung von Torrent für All About Jazz. Das Titelstück biete ein Cecil-Taylor-artiges Durcheinander antagonistischer Töne, gefangen von einem ständig wechselnden Wind. Dem gegenüber sei „Voyage“ eine intime zwölfminütigen Fahrt auf dem wogenden Meer, akzentuiert durch flüchtige Passagen, vom Sturm zur Ruhe. In den Stücken „Light on the Sea Surface“ und „Cut the Painter“ spiele sie mit der Perspektive des Zuhörers; ihre charakteristische Vermeidung von Markenzeichen verwebe Lärm, Melancholie und intensive Veränderungen, die die Ohren verwirren. Ihre Musik spiegle vielfältige Einflüsse wider, von traditionellem über Free Jazz bis hin zum Unkategorisierbaren, die alle eine Rolle bei der Definition ihres Sounds spielten.
Satoko Fujii gebe dem Begriff „Soloklavier“ eine völlig neue Bedeutung, da die Künstlerin auf diesem Album über das Alleinsein hinausgeht und nicht nur die traditionellen Ideen eines Klaviers verwende, schrieb George W. Harris in Jazz Weekly. Im Titelstück würden die Töne wie ein Wildwasser krabbeln und plätschern, während der Weltraum [als Inspiration] mit seinen summenden Streichern bei „Voyage“ einen großen Beitrag leiste. „Horizon“ habe das traditionellere Feeling einer echten Nocturne, während die pizzicatoartigen Streicher von „Cut The Painter“ wie ein Boxer hämmern und stechen.
Satoko Fujii gelte weithin als eine der intellektuellsten und talentiertesten Improvisatorinnen, die Japan je hervorgebracht hat, urteilte Stephen Fruitman in Avant Music News. Fujii, sowohl introspektive Dichterin als auch faszinierende Geschichtenerzählerin, stelle durchgehend explosive Leidenschaft und gemäßigte, fantasievolle Zurückhaltung gegenüber. Ozeanische Themen – „Reise“, „Licht auf der Meeresoberfläche“, „Wellenkamm“ – würden so unvorhersehbar und faszinierend wie das Meer bleiben. Die Musik necke und provoziere; sie steigere die Melodie [bis zu einem Punkt], dass es einem fast den Atem raube.